# Joseph Duplan
Pour les articles homonymes, voir Duplan.
Joseph Duplan est un homme politique français né le 6 mars 1791 à Paris et mort le 13 février 1873 à Toulouse (Haute-Garonne).

## Biographie
Ancien élève de l'école Polytechnique, il est capitaine du génie. Maire de Castelmaurou en 1815, puis après 1830, il est député de la Haute-Garonne de 1852 à 1869, siégeant avec la majorité soutenant le Second Empire et conseiller général du canton d'Aspet de 1852 à 1871.

## Sources
- « Joseph Duplan », dans Adolphe Robert et Gaston Cougny, Dictionnaire des parlementaires français, Edgar Bourloton, 1889-1891 [détail de l’édition]